# Colt Walker
El Colt Walker és un revòlver de simple acció fabricat sota la direcció de Samuel Colt a la fàbrica d'Eli Whitney Junior l'any 1847. El seu nom prové del nom del capità Walker, un oficial dels Texas Rangers que el va fer adoptar per l'exèrcit nord-americà per a la cavalleria enfrontada contra Mèxic en lloc del Colt Paterson . El 1848 l'exèrcit nord-americà va adoptar el Colt Dragoon com a successor, una arma més lleugera del mateix calibre amb un canó de 7 1/2 polzades.
El model 1847 té les característiques dels revòlvers Colt dels anys següents : poques peces mòbils, protector del gatell disparador de llautó, atacador sota del canó, martell amb un rebaix en v que fa de mira posterior . L'imponent canó està dissenyat per a 3,9 grams de pólvora negra i una bala ogival de calibre .44 (en realitat, .454, és a dir calibre .45). La càrrega de pólvora pot arribar fins a 4 grams excepcionalment, en l'anomenada càrrega de guerra. És el revòlver de pólvora negra més gran, més pesat i més potent que s'ha fet mai, amb un canó de 9 polzades, equivalent en potència a un modern .357 magnum. La seva distància d'abast pràctica és de 100 iardes, més de 90 metres.

## Història
El Colt Walker es va crear a mitjans de la dècada de 1840 en una col·laboració entre el capità del Texas Ranger Samuel Hamilton Walker (1817–1847) i l'inventor nord-americà d'armes de foc Samuel Colt (1814–1862), basant-se en el disseny anterior de Colt Paterson. Walker volia una pistola que fos extremadament potent a curta distància.
Samuel Walker va portar dos dels seus revòlvers homònims a la guerra entre Mèxic i Estats Units. Va morir en el camp de batalla el mateix any que es va fa fabricar la seva famosa pistola, el 1847, poc després d'haver-los rebut. Només 1.100 d'aquestes armes es van fabricar originalment, 1.000 com a part d'un contracte militar i 100 addicionals per al mercat civil, fent que els revòlvers Colt Walker originals siguin extremadament rars i valuosos. El 9 d'octubre de 2008, un exemplar que havia estat lliurat d'un veterà de la guerra de Mèxic es va vendre a una subhasta per 920.000 dòlars EUA. Sobre les diferents subhastes, la revista America's 1st Freedom el juliol de 2018, va informar que a la Rock Island Auction es va vendre una pistola Colt Walker model 1847 en un estat excepcional i Military Trader el 13 de setembre de 2011 va presentar més de 30 lots de Colts per a col·leccionistes valorats entre 6 i 7 milions de dòlars aproximadament.

## Càrrega
La càrrega d'aquest revòlver de pistó es fa per la part davantera del tambor seguint aquest ordre: la pólvora, un taco opcional per omplir l'espai pólvora/bala, i al final la bala, col·locada de manera que quedi a ran de la vora del tambor prement amb la palanca atacadors que pivota sota del canó. Després es carreguen, una per una, les altres recambres. Al final, s'omple de greix l'espai al voltant de les bales per evitar que entri humitat en cas d'emmagatzematge prolongat, així com per evitar que la flama d'una recambra encengui altres càrregues contigües, i finalment, es posen els pistons de fulminat de mercuri.

## Dades tècniques[8]
- Munició: bales ogivals o rodones de calibre .44 (.454),
- Càrrega propulsora: 3,9 grams de pólvora negre (60 grains)
- Longitud del canó: 23 cm
- Longitud total: 40 cm
- Tambor: 6 trets
- Longitud del tambor: 65 mm
- Pes buit: 2,06 kg

## Gravat
El gravat del canó d'aquest model representa una escaramussa entre Texas Rangers i indis.